# Raslay
Raslay település Franciaországban, Vienne megyében. Lakosainak száma 135 fő (2022. január 1.). Raslay Morton, Roiffé, Saix és Les Trois-Moutiers községekkel határos.

## Népesség
A település népessége az elmúlt években az alábbi módon változott:
| Lakosok száma | 126  | 127  | 132  | 132  | 137  | 138  | 137  | 136  | 135  |
|               | 2013 | 2015 | 2016 | 2017 | 2018 | 2019 | 2020 | 2021 | 2022 |